# Блю Крік (річка)
Блю Крік (англ. Blue Creek) — річка в окрузі Ориндж-Волк (Беліз). Довжина понад 70 км. Свої води несе поміж заболочених лісів-джунглів середини Белізу.
Протікає доволі обжитою територією округу Ориндж-Волк, а джерела знаходяться на східних околицях великого поселення менонітів Шип'ярд (Shipyard). У верхів'ях річище неглибоке з невисокими берегами, в'ється поміж десятків тропічних озер-боліт неподалік Август Пайн Рідж (August Pine Ridge). З сердини течії, річка наповнюється кількома місцевими потоками та водами боліт й озер і тече, паралельно Ріо-Орно, на північ. На її, вже повноводних берегах стоять Сан-Антоніо (San Antonio) та Сан Роман (San Roman), після якого вона падає до річки Ріо-Ондо (Río Hondo), ставши її правою притокою .